# Christian-Gottfried-Ehrenberg-Gymnasium
Das Christian-Gottfried-Ehrenberg-Gymnasium  ist ein allgemeinbildendes Gymnasium in Trägerschaft des Landkreises Nordsachsen in der nordsächsischen Stadt Delitzsch. Die 1858 gegründete Bildungseinrichtung besteht aus den drei Standorten Haus Ehrenberg, Haus Diesterweg und Haus Reime. Im Jahr 2003 erfolgte auf Beschluss des sächsischen Kultusministeriums und des Landkreises Delitzsch der Zusammenschluss der beiden ehemals eigenständigen Schulen.

## Geschichte
Die 1858 am Standort Am Wallgraben 16 zunächst als Realschule gegründete Bildungseinrichtung besteht heute aus drei ehemals selbstständigen Schulstandorten. Mit dem zunehmenden Ausbau des fremdsprachlichen und naturwissenschaftlichen Profils im ausgehenden 19. Jahrhundert wurde die Realschule 1908 zunächst zur Oberrealschule und schließlich zum Gymnasium aufgewertet. Im Jahre 1949 erhielt das Gymnasium am Standort Wallgraben den Namen Christian Gottfried Ehrenberg-Oberschule, benannt nach dem in Delitzsch geborenen Mikrobiologen und -paläontologen Christian Gottfried Ehrenberg (1795–1876). Das heute auf demselben Gelände gelegene Schulgebäude Diesterweg mit der vormals eigenständigen Anschrift Bitterfelder Straße 15 wurde 1870/71 als Knabenschule der Stadt erbaut. In den 1950er bis 1980er Jahren nutzte man es als Polytechnische Oberschule (POS), ab 1990 auch als Teil des Gymnasiums.
Der nur wenige hundert Meter entfernt gelegene Gebäudekomplex Oskar Reime, mit der Anschrift Dübener Straße 20, wurde von 1882 bis 1884 als Königliches Lehrerseminar erbaut und als solches bis 1923 genutzt. In der Folgezeit diente es zunächst als Behördenhaus der Landkreisverwaltung, der linke Gebäudeteil ab 1949 als Mittelschule. Danach zogen die POS Friedensschule, in den rechten Teil von 1945 bis 1949 die Kommandantur und NKWD-Zentrale der sowjetischen Besatzungsmacht und folgend das Volkspolizei-Kreisamt (VPKA) ein. Ab 1990 wurde nach umfangreichen Sanierungsmaßnahmen das gesamte Gebäude als Oskar-Reime-Gymnasium genutzt, benannt nach dem Delitzscher Heimatforscher und Mädchenschullehrer Oskar Reime (1856–1923). Damit bestanden in der Stadt zwei Gymnasien in der Schulträgerschaft des Landkreises Delitzsch.
Im Jahr 2003 erfolgte auf Beschluss des sächsischen Kultusministeriums und des Landkreises Delitzsch der Zusammenschluss der beiden ehemals eigenständigen Schulen zu einer Bildungseinrichtung mit zwei Standorten. Im Jahr 2008 begann das noch damals genannte Gymnasium Delitzsch sein 150-jähriges Jubiläum. Seit 25. März 2009 trägt die Bildungseinrichtung wieder den Namen „Christian-Gottfried-Ehrenberg-Gymnasium Delitzsch“.
Von März 2010 bis Mai 2011 entstand auf dem Gelände des Standortes Oskar Reime eine neue Zwei-Felder-Sporthalle. Eröffnet wurde sie am 16. Mai 2011 und ersetzte die bisherige, ebenfalls auf dem Gelände befindliche, kleinere und denkmalgeschützte Turnhalle aus dem 19. Jahrhundert, welche aufgrund von Baumängeln nicht mehr für den Schul- und Freizeitsport genutzt werden konnte. Die Kosten für den Neubau lagen bei etwa 2,7 Millionen Euro.

## Pädagogische Arbeit und Angebote
Ziel des Unterrichts ist die Vermittlung einer vertieften Allgemeinbildung mit den Kernelementen Wissenserwerb, Kompetenzentwicklung und Werteorientierung. Mit dem Abitur wird die allgemeine Studierfähigkeit erreicht. Der Unterricht findet in verschiedenen Fachunterrichtsräumen und unter Einsatz vielseitiger Methoden statt. Als erste Fremdsprache wird Englisch angeboten, für die zweite Fremdsprache stehen Französisch, Latein und Russisch zur Wahl. Zudem existiert ab der 8. Klasse der Profilunterricht. Innerhalb der Profile wird fächerverbindend gearbeitet und so der Basisunterricht ergänzt. Die Lern- und Methodenkompetenz kann ab der 5. Klasse im Unterrichtsfach „Lernen lernen“ trainiert werden. Daneben ist mit dem Förderunterricht in Mathematik, Deutsch und Englisch eine Begabtenförderung garantiert, ebenso findet aber auch ein Defizitausgleich statt. Schüler der Jahrgangsstufe 11 und 12 können wöchentlich den Cambridge-Kurs besuchen, der für ein Universitätsstudium angerechnet werden kann.
Schulprofile
Von Klassenstufe 8 bis 10 besteht eine Profilierung. Es wird ein künstlerisches Profil angeboten, das mit den Fächern Darstellendes Spiel, Musik und Kunst u. a. die Inhalte Architektur, Tanz, Musiktheater, Computer, Fotografie und Bildbearbeitung arbeitet. Mit dem sportlichen Profil, soll eine Verknüpfung von Sportpraxis mit theoretischen Inhalten stattfinden; so werden u. a. Fitness und Gesundheit, Ernährung, Bewegungsmechanik, Formen einer neuen Spiel- und Bewegungskultur sowie sportpraktische Übungen behandelt. Hinzu kommt das naturwissenschaftliche Profil, welches sich u. a. mit Gegebenheiten der Natur und deren Nutzung für den Menschen beschäftigt.
Oberstufe
Für die Sekundarstufe II werden Leistungskurse in den Fächern Chemie, Deutsch, Englisch, Geschichte, Kunst, Mathematik und Physik angeboten. Als fächerverbindende Grundkurse werden Medienkompetenz, Ernährung und Fitness sowie Bionik und Biotechnologie angeboten. Sie können als Ersatz für Biologie, Geographie und/oder Gemeinschaftskunde gewählt werden.
Arbeitsgemeinschaften
An der Schule bestehen eine Vielzahl außerschulischer Angebote, die von Lehrern und/oder Schülern betreut werden. Neben sportlichen Angeboten wie Volleyball und Basketball, gibt es technisch-naturwissenschaftliche Arbeitsgemeinschaften wie Chemie und Computer/Informatik/Internet, musische Aktivitäten wie den Schulchor („Oskar-Reime-Chor“) sowie Projekte mit gesellschaftlichem Aspekt wie die Schülerzeitung Chamäleon und das „Schulfernsehen“ Podcast.
Veranstaltungen
- Ganztagsangebot
- Oskarverleihung
- Kleinkunst
- Samstags am Gymmi
- Kulturtage
- Teilnahme an Jugend trainiert für Olympia im Handball, Fußball sowie Volleyball

In jedem Jahr beteiligen sich die Schüler aller Klassen erfolgreich an vielen regionalen und nationalen Schülerwettbewerben:
- Jugend trainiert für Olympia
- Mathematik-Olympiade auf Schul-, Regional- und Landesebene
- Geografiewettbewerb „Diercke Wissen“
- Sächsische Physikolympiade auf Schul-, Bezirks- und Landesebene
- Internationale Physikolympiade
- Känguru-Wettbewerb
- Adam-Ries-Wettbewerb
- Big Challenge
- Informatik-Biber
- Bundescup „Spielend Russisch lernen“

## Förderverein
Der gemeinnützige „Förderverein des Christian-Gottfried-Ehrenberg-Gymnasiums e.V.“ hat sich zur Aufgabe gestellt, das Ehrenberg-Gymnasium ideell und materiell zu unterstützen. Die Förderung gilt hier insbesondere den mit der Schule verbundenen Aktivitäten außerhalb des Unterrichts. Von den zur Verfügung stehenden Mitteln werden unter anderem Veranstaltungen („Oskarverleihung“, „Kleinkunst ganz Groß“, die Projektwoche etc.), Arbeitsgemeinschaften (Chemie & Podcast AG etc.) oder der Druck von Jahrbuch und Schülerzeitung gefördert. Auch notwendige Ausstattungs- und Materialanschaffungen für die Bildungseinrichtung werden unterstützt, die allein mit schulischen Mitteln nicht finanzierbar wären.
Der Förderverein besteht seit 2010 und zählt aktuell 229 Mitglieder (Stand: 2016).

## Liste der Rektoren und Schulleiter
| 1858–1868 | Karl Franz Giesel                                     |
| 1868–1898 | Prof. Heinrich Kayser                                 |
| 1898–1924 | Dr. Hermann Wahle                                     |
| 1929–1945 | Dr. Eduard Letz                                       |
| 1945–1946 | Dr. Gerhard Schümer (bis März 1946)                   |
| 1946      | Dr. Elfriede Stellbogen (März bis Oktober)            |
| 1946–1947 | Wilhelm Effenberger                                   |
| 1947–1948 | Dr. Elfriede Stellbogen (bis März 1948 in Vertretung) |
| 1948      | Max Lunin (von März bis August in Vertretung)         |
| 1948–1949 | Walter Martin                                         |
| 1949–1954 | Dr. Wilhelm Löwe                                      |
| 1954–1955 | Marx                                                  |
| 1955–1961 | Arno Schaberg                                         |
| 1961–1983 | Prof. Alfred Schirmer                                 |
| 1983–1990 | Ingrid Krumrey                                        |
| 1990–1992 | Dieter Möbius                                         |
| 1992–2007 | Klaus-Jochen Krüger                                   |
| seit 2007 | Frank Werner                                          |

## Statistische Entwicklung
| Schuljahr | Schüler | Lehrkräfte | Klassen (ohne Oberstufe) |
| --------- | ------- | ---------- | ------------------------ |
| 2003/04   | 1381    | 96         | 43                       |
| 2004/05   | 1283    | 91         | 38                       |
| 2005/06   | 1144    | 88         | 31                       |
| 2006/07   | 1005    | 95         | 25                       |
| 2007/08   | 874     | 94         | 23                       |
| 2008/09   | 769     | 85         | 23                       |
| 2009/10   | 672     | 73         | 24                       |
| 2010/11   | 701     | 75         | 23                       |
| 2011/12   | 722     | 71         | 24                       |
| 2012/13   | 763     | 69         | 26                       |
| 2013/14   | 779     | 66         | 25                       |
| 2014/15   | 810     | 66         | 27                       |
| 2015/16   | 855     | 67         | 29                       |
| 2016/17   | 867     | 71         | 28                       |
| 2017/18   | 913     | 70         | 29                       |
| 2018/19   | 945     | 69         | 30                       |
| 2019/20   | 969     | 74         | 31                       |